# NGC 3154
NGC 3154 је спирална галаксија у сазвежђу Лав која се налази на NGC листи објеката дубоког неба.
Деклинација објекта је + 17° 2' 4" а ректасцензија 10h 13m 1,1s. Привидна величина (магнитуда) објекта NGC 3154 износи 13,5 а фотографска магнитуда 14,3. NGC 3154 је још познат и под ознакама UGC 5507, MCG 3-26-40, CGCG 93-71, IRAS 10103+1716, PGC 29759.